# 訃報 1999年3月
訃報 1999年3月（ふほう 1999ねん3がつ）では、1999年（平成11年）3月中に物故した、又は物故が報じられた人物についてまとめる。

## （1日 - 15日）

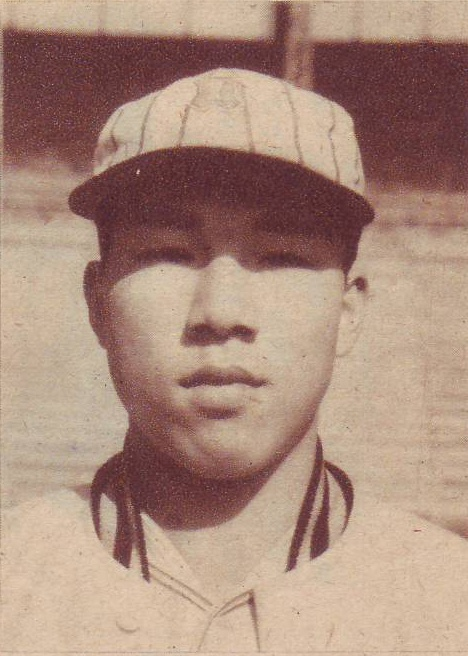
西村一孔／3月1日没

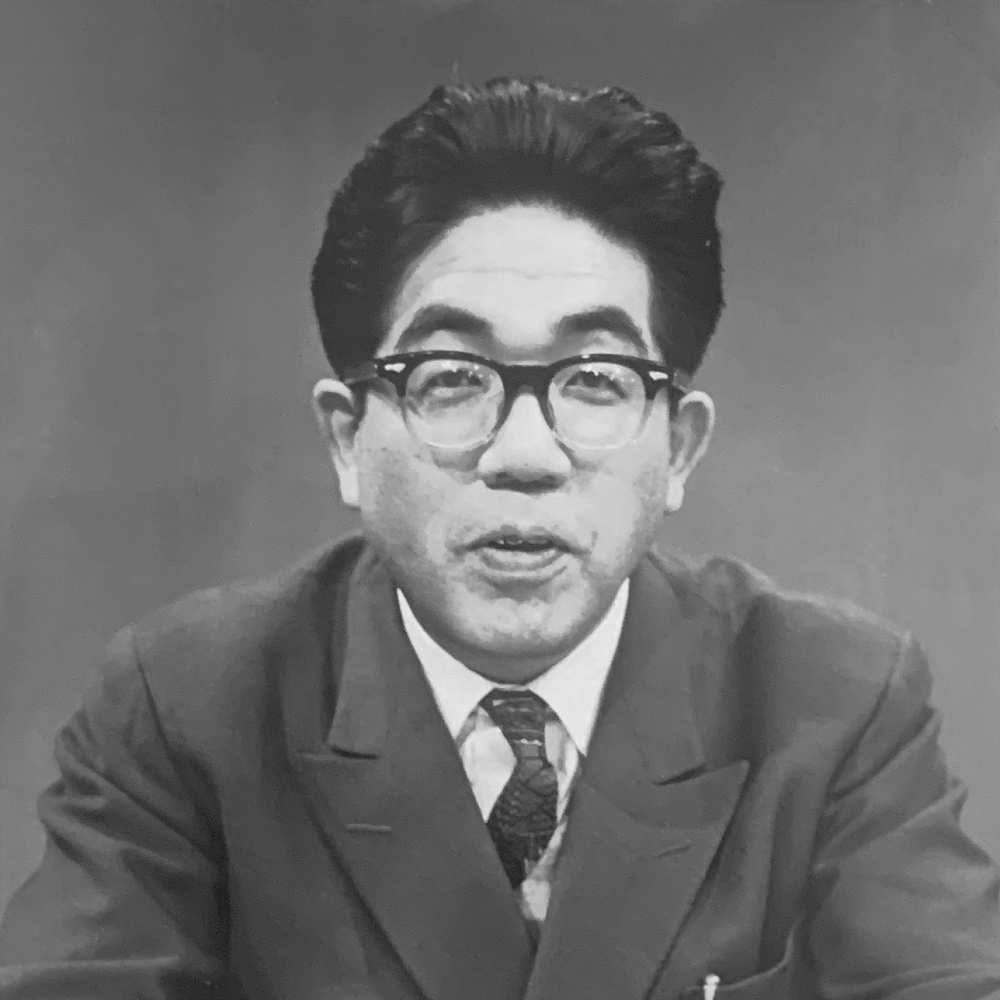
藤原弘達／3月3日没

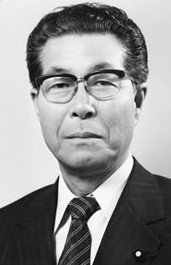
石橋一弥／3月5日没

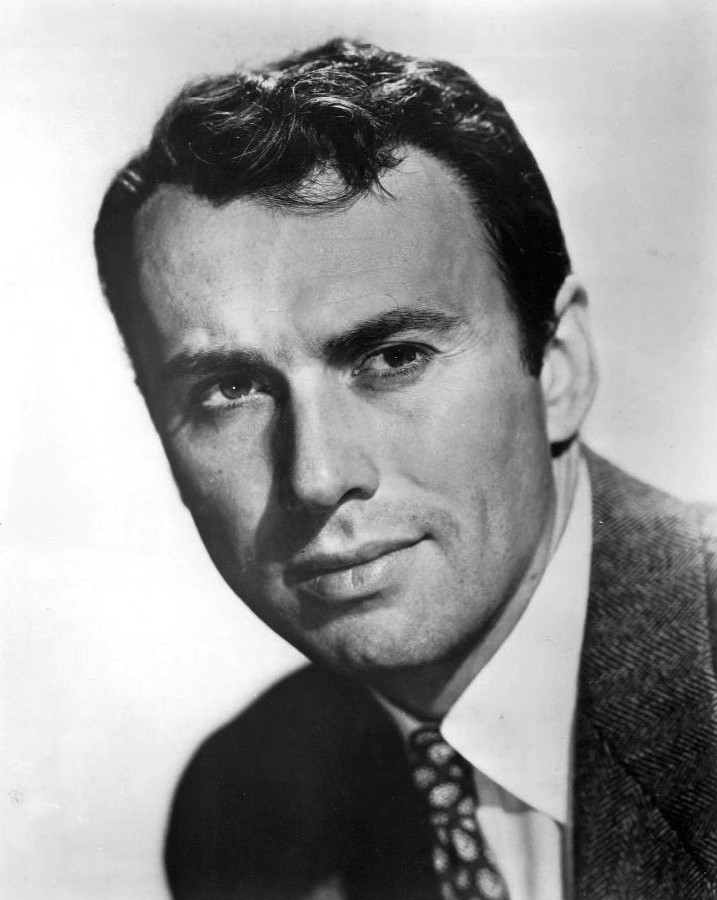
リチャード・カイリー／3月5日没

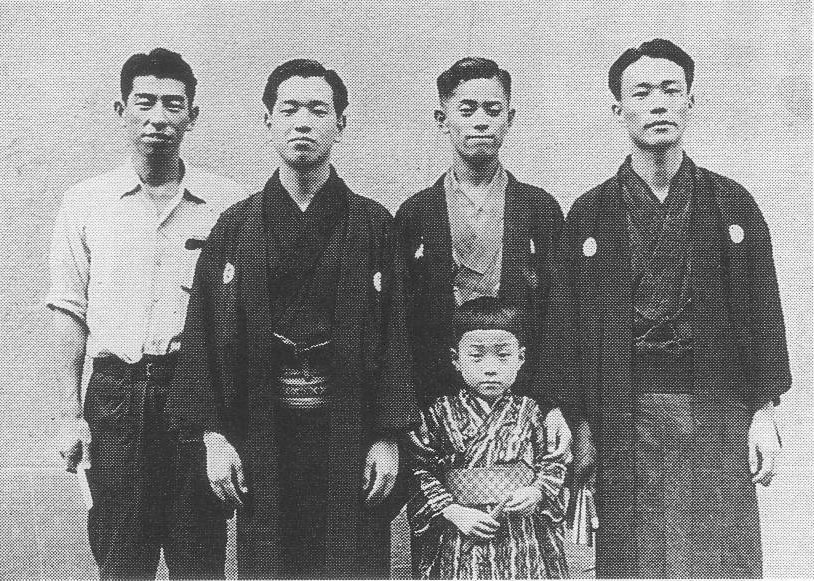
三代目桂米之助（後列右から2人目）／3月5日没

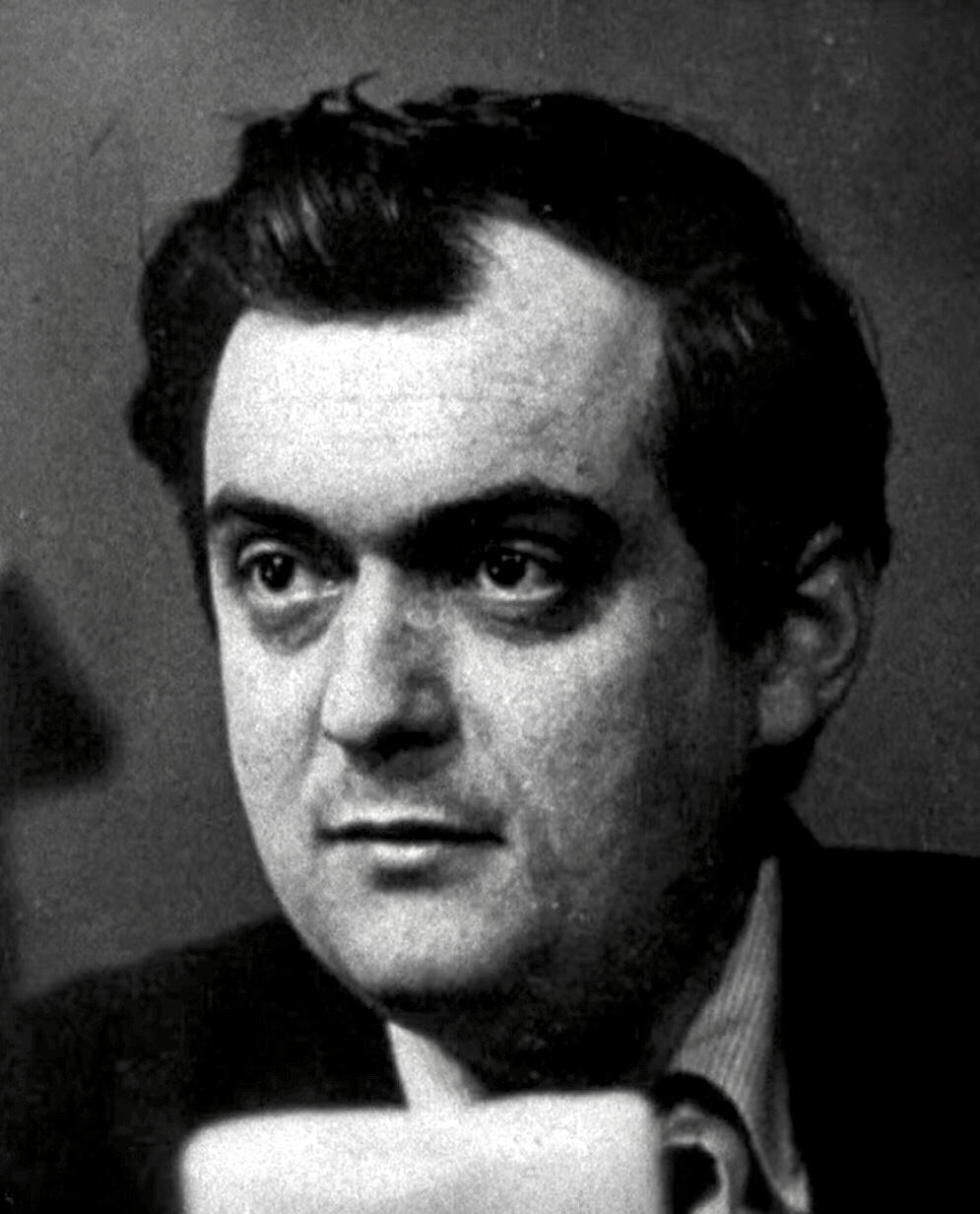
スタンリー・キューブリック／3月7日没

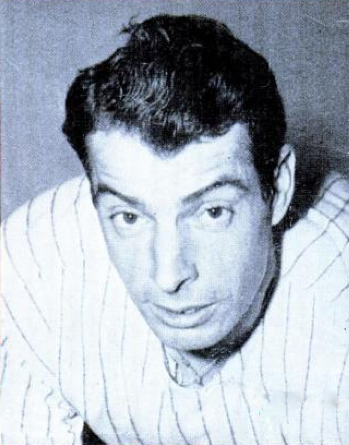
ジョー・ディマジオ／3月8日没

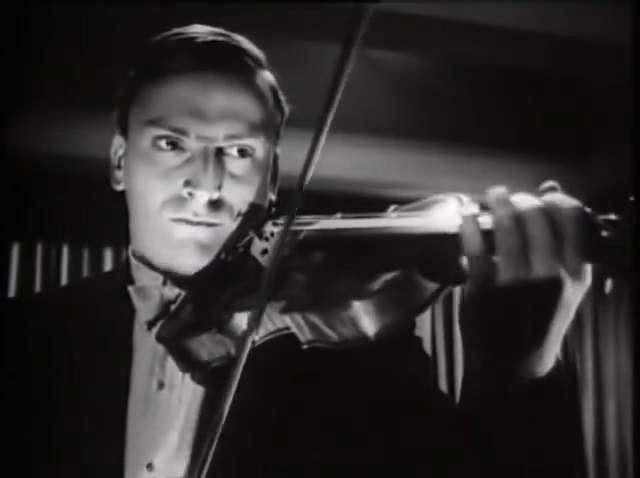
ユーディ・メニューイン／3月12日没

- 3月1日 - 西村一孔、元プロ野球選手（* 1935年）
- 3月3日 - 藤原弘達、政治学者・評論家（* 1921年）
- 3月4日 - 桜井長一郎、声帯模写芸人（* 1917年）
- 3月5日 - 石橋一弥、政治家・衆議院議員・元文部大臣（* 1922年）
- 3月5日 - リチャード・カイリー、俳優（* 1922年）
- 3月5日 - 三代目桂米之助、落語家（* 1928年）
- 3月6日 - 伊藤庄七、元プロ野球選手（* 1918年）
- 3月7日 - スタンリー・キューブリック、映画作家（* 1928年）
- 3月7日 - ローウェル・フルソン、アメリカ合衆国のブルース・ミュージシャン（* 1921年）
- 3月8日 - ジョー・ディマジオ、元メジャーリーガー（* 1914年）
- 3月11日 - 多田かおる、漫画家（* 1960年）
- 3月12日 - ユーディ・メニューイン、ヴァイオリニスト（* 1916年）

## （16日 - 31日）

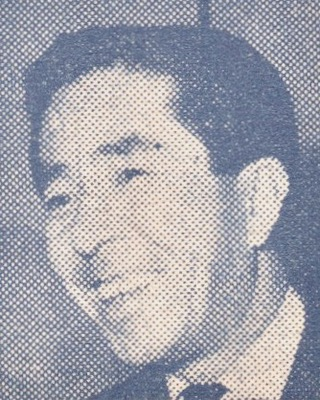
河野鷹思／3月23日没

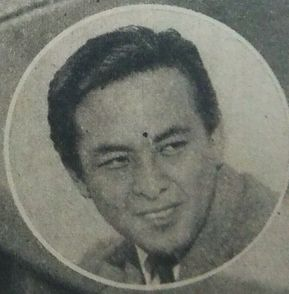
水島道太郎／3月23日没

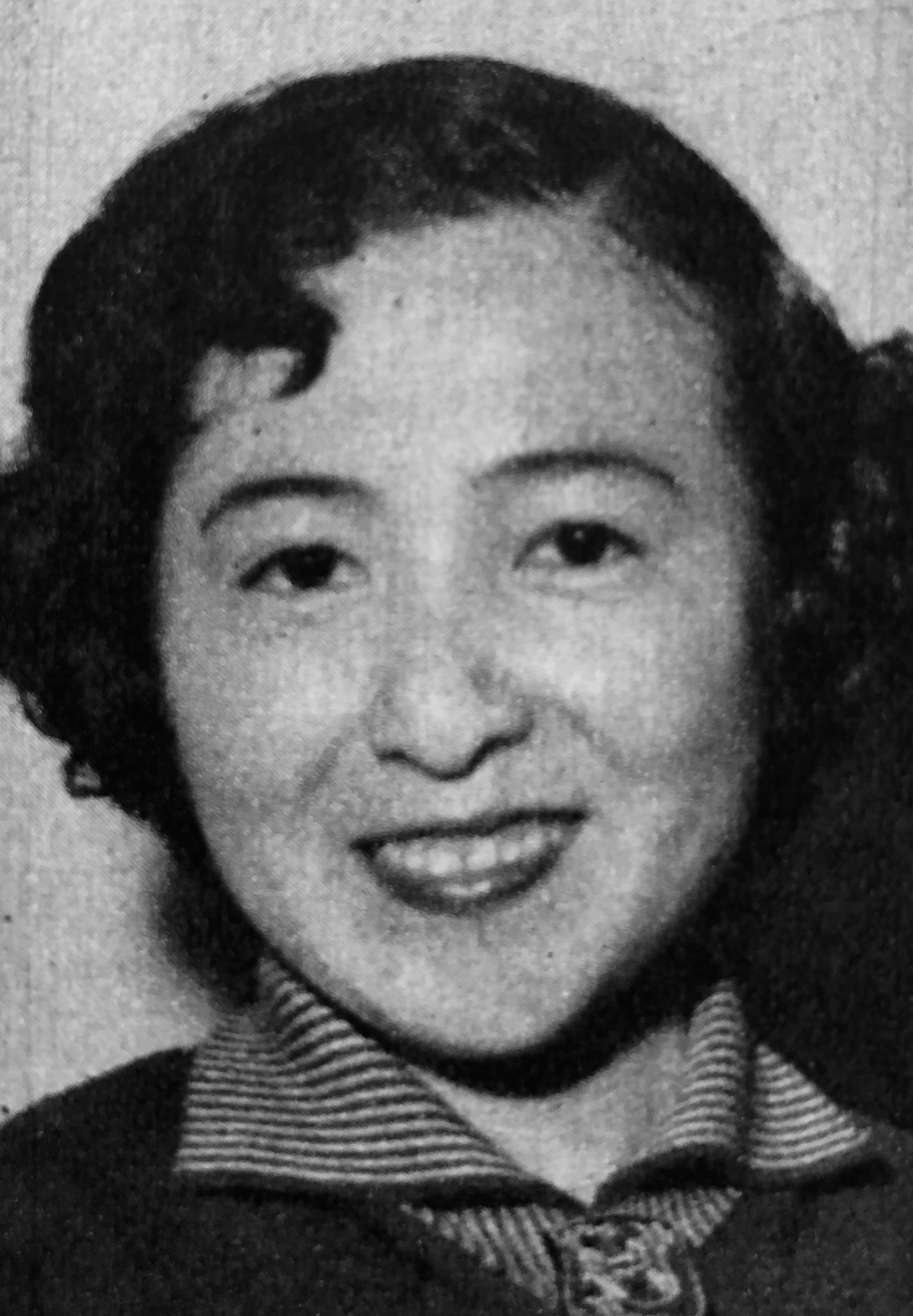
高橋和枝／3月23日没

- 3月16日 - 國井英吉、政治家・士別市長（* 1916年）
- 3月17日 - 廣瀬健次郎、作曲家（* 1929年）
- 3月17日 - 稲葉明雄、翻訳家（* 1934年）
- 3月18日 - 福田宏一、政治家・元参議院議員（* 1914年）
- 3月21日 - 杉山忠平、経済学者（* 1921年）
- 3月22日 - 里中まりあ、AV女優（* 1977年）
- 3月23日 - 河野鷹思、グラフィックデザイナー（* 1906年）
- 3月23日 - 水島道太郎、俳優（* 1912年）
- 3月23日 - 高橋和枝、声優（* 1929年）
- 3月25日 - リシャルト・バクスト、ピアニスト（* 1926年）
- 3月25日 - 上月晃、女優・歌手（* 1940年）
- 3月26日 - 金平正紀、ボクシング指導者、協栄ジム初代会長（* 1934年）
- 3月27日 - 沖田浩之、俳優（* 1963年）
- 3月30日 - 南条あや、ネットアイドル（* 1980年）